# Song 2
"Song 2" är den brittiska alternativa rockgruppen Blurs sjuttonde singel, utgiven den 7 april 1997. Singeln nådde som bäst plats 2 på brittiska topplistan. Den var den andra singeln från albumet Blur. 
"Song 2" var ursprungligen det namn man gav som låtens arbetstitel, vilket dock aldrig ändrades. Titeln syftar på i princip alla aspekter av låtens struktur: antalet verser, antalet refränger, antalet minuter i längd, antalet stavelser i melodislingan samt antalet stick. Det är dessutom det andra spåret på albumet. Låten skrevs som en parodi på den amerikanska grungerocken, men lät så lik denna musikstil att den amerikanska publiken antingen inte märkte det eller inte brydde sig. Låten nådde sjätte plats på Billboard-listan Modern Rock Tracks i USA.
Musikvideon regisserades av Sophie Muller.

## Låtlista
Samtliga låtar är skrivna av Albarn/Coxon/James/Rowntree.
- CD1

1. "Song 2"
2. "Get Out of Cities"
3. "Polished Stone"

- CD2

1. "Song 2"
2. "Bustin' + Dronin'"
3. "Country Sad Ballad Man" (live acoustic)

- Internationell CD

1. "Song 2"
2. "Get Out of Cities"
3. "Polished Stone"
4. "Bustin' + Dronin'"

- Japansk turné-CD

1. "Song 2"
2. "Get Out of Cities"
3. "Polished Stone"
4. "Bustin' + Dronin'"
5. "Beetlebum" (Mario Caldato Jr. mix)
6. "Beetlebum" (instrumental)
7. "Country Sad Ballad Man" (live acoustic)
8. "On Your Own" (live acoustic)

- 7"

1. "Song 2"
2. "Get Out of Cities"